# Cundinamarcamyrpitta
Cundinamarcamyrpitta (Grallaria kaestneri) är en starkt utrotningshotad fågel i familjen myrpittor som enbart förekommer i Colombia. Den beskrevs som ny art för vetenskapen först 1992.

## Utseende och läten
Cundinamarcamyrpittan är en medelstor (15,5 cm) myrpitta med streckat bröst och vitaktig strupe. Ovansida är olivbrun. På undersidan syns vit strupe med mörka fläckar och olivgrått bröst med mycket tunna, vita spolstreck. Sången beskrivs i engelsk litteratur som tre klara visslingar: "wirt,wiirt weert". Varningslätet är ett ljusare och vasst, "SEEleee".

## Utbredning och status
Fågeln förekommer i östra Anderna i Colombia (Cundinamarca och Meta). IUCN kategoriserar arten som starkt hotad.